# Guatteria stipitata
Guatteria stipitata R.E.Fr. – gatunek rośliny z rodziny flaszowcowatych (Annonaceae Juss.). Występuje naturalnie w Gujanie Francuskiej, Kolumbii, Ekwadorze, Peru, Boliwii oraz Brazylii (w stanie Amazonas). 

## Morfologia
PokrójZimozielone drzewo dorastające do 5–11 m wysokości.
LiścieMają owalny, podłużny lub eliptyczny kształt. Mierzą 19–24 cm długości oraz 6–9 szerokości. Nasada liścia jest rozwarta. Wierzchołek jest spiczasty. Ogonek liściowy jest nagi i dorasta do 5–9 mm długości.
KwiatySą pojedyncze lub zebrane w parach. Rozwijają się w kątach pędów. Działki kielicha mają owalny kształt i dorastają do 6 mm długości. Płatki mają odwrotnie owalny kształt. Osiągają do 13–18 mm długości. Kwiaty mają 40 słupków.
OwoceZłożone z 6–9 pojedynczych, elipsoidalnych owoców osiągających 13 mm długości.